# A Second to Midnight
Az A Second to Midnight című dal az ausztrál énekesnő és dalszerző Kylie Minogue, és az angol énekes és dalszerző Olly Alexander közös dala a Years & Years nevű együttessel közösen. A dal 2021. október 6-án jelent meg. A dal Minogue Disco című stúdióalbumának bővített kiadásának, a Disco: Guest List Edition-nak a vezető kislemeze. A dal a Years & Years harmadik stúdióalbumának a Night Call címűnek (2022) deluxe változatán is szerepel, és a Night Call Tour introzenéjeként is szerepelt. Ez volt a második közös munka Minogue és Alexander között a „Starstruck” című dal után. 

## Számlista
Digitális letöltés és streaming (Jodie Harsh Remix)
1. „A Second to Midnight” (Jodie Harsh Remix) – 3:30

Digitális letöltés (Jodie Harsh Remix; Beatport version)
1. „A Second to Midnight” (Jodie Harsh Extended) – 4:24
2. „A Second to Midnight” (Jodie Harsh Dub) – 4:24

## Slágerlista
| Slágerlista (2021)                        | Legjobb helyezés |
| ----------------------------------------- | ---------------- |
| Ausztrália (Radiomonitor)                 | 43               |
| Magyarország (Single Top 40)              | 37               |
| Japán (Billboard Japan Hot Overseas)      | 8                |
| Egyesült Királyság (OCC)                  | 1                |
| Egyesült Királyság (UK Download Chart)    | 13               |
| Egyesült Királyság (UK Indie Chart)       | 27               |
| US Hot Dance/Electronic Songs (Billboard) | 26               |

## Megjelenések
| Ország             | Dátum              | Formátum                     | Kiadó        | Ref.   |
| ------------------ | ------------------ | ---------------------------- | ------------ | ------ |
| Különböző          | 2021. október 6.   | Digitális letöltés streaming | BMG Darenote | [ 1 ]  |
| Egyesült Királyság | 2021. október 12.  | Dance rádió                  | BMG          | [ 11 ] |
| Különböző          | 2021. november 12. | CD                           | BMG Darenote | [ 1 ]  |